# Mårten Westö
Mårten Westö, född 15 maj 1967 i Helsingfors, är en finlandssvensk författare, journalist och översättare.
Westö växte upp i Helsingfors och gick i Rudolf Steinerskolan. Efter studentexamen  studerade han bland annat historia och journalistik vid Helsingfors universitet. Han var verksam som journalist vid Hufvudstadsbladet och Ny Tid innan han 1988 vann Arvid Mörne-tävlingen; två år senare debuterade han i bokform med diktsamlingen Vid tröskeln. Sedan dess har han publicerat ytterligare tre diktsamlingar, varav den 1998 utgivna Nio dagar utan namn belönades med Den dansande björnen. År 2007 mottog han från Svenska kulturfonden Nylands kulturpris på 8 000 euro. År 2022 utgav han tillsammans med brodern Kjell Westö dubbelbiografin Åren. Två bröder berättar.
Förutom dikter har Westö publicerat två novellsamlingar samt översatt ett antal romaner och teaterstycken från finska och engelska till svenska. Han medverkar även som kolumnist i Hufvudstadsbladet, Vasabladet och Sydsvenska Dagbladet.
Mårten Westö är bror till författaren Kjell Westö och far till fotbollsspelaren Johannes Westö(fi).

### Diktsamlingar
- Vid tröskeln, 1990.
- Som om det fanns, 1992.
- Nio dagar utan namn, 1998.
- Nedslag i hjärtats diktatur, 2008.

### Novellsamlingar
- En sorts värme, 2005.
- Som du såg mig då, 2014.

### Övrigt
- Om hopplöshetens möjligheter (tillsammans med Christer Kihlman), 2000.
- Åren. Två bröder berättar (tillsammans med Kjell Westö), 2022.

### Översättningar (urval)
- Douglas Adams och John Lloyd: Varför finns Vetil? (engelska: The Meaning of Liff) (tillsammans med Peter Mickwitz och Henrika Ringbom), 1999.
- Tommy Hellsten: Förändring (finska: Muutos), 2007.
- Marko Leino: Fälla (finska: Ansa), 2011.
- Hanif Kureishi: Gabriels gåva (engelska: Gabriel's Gift), 2002.
- Tuomas Kyrö: Tiggaren och haren (finska: Kerjäläinen ja jänis), 2013.
- Alexander McCall Smith: Himmelska förbindelser och andra kärleksäventyr (engelska: Heavenly Date and Other Flirtations), 2007.
- Miika Nousiainen: Hallonbåtsflyktingen (finska: Vadelmavenepakolainen), 2009.
- Miika Nousiainen: I långa loppet (finska: Maaninkavaara), 2010.
- Pekka Tarkka: Pentti Saarikoski. Åren 1937-1966 (finska: Pentti Saarikoski. Vuodet 1937-1966), 2002.
- Pekka Tarkka: Pentti Saarikoski. Åren 1966-1983 (finska: Pentti Saarikoski. Vuodet 1964-1983), 2004.

## Priser och utmärkelser
- 1999 – Den dansande björnen[8]